# Irving Jaffee
Irving Warren Jaffee (* 15. September 1906 in New York City, New York; † 20. März 1981 in San Diego, Kalifornien) war ein US-amerikanischer Eisschnellläufer.
Bei den Olympischen Spielen 1932 in Lake Placid wurde er Olympiasieger über 5000 und 10.000 Meter.  Vier Jahre zuvor belegte er bei den Olympischen Spielen in St. Moritz den 11. Platz über 500 Meter, den siebten Rang über 1500 Meter, sowie den vierten Platz über 5000 Meter. Später wurde er Wintersportdirektor in New York und trainierte US-amerikanische Eisschnellläufer.